# Antipodogomphus proselythus
Antipodogomphus proselythus – gatunek ważki z rodziny gadziogłówkowatych (Gomphidae).